# Elster (Elbe)
Elster (Elbe) è una frazione della città tedesca di Zahna-Elster.
Nel suo territorio il fiume Elster Nera confluisce nell'Elba.